# Динозавры в культуре
Динозавры сегодня играют значительную роль в современной культуре прежде всего как персонажи фантастических произведений с тех пор, как они были открыты в 1842 году. В переносном смысле «динозавр» — это что-то устаревшее, отсталое от современности. Динозавры остаются популярными персонажами в фильмах, книгах, телевизионных программах и разных произведениях искусства. По сей день большинство людей представляют динозавров, как огромных и грозных ящеров и данный образ остаётся самым популярным в массовой культуре, несмотря на то, что остатки динозавров не сохранили мягкие ткани, благодаря которым внешность животного может кардинально отличаться от того, что люди себе представляют. В 1990-е годы было доказано, что тероподы (в том числе и тираннозавр) имели накожные образования, похожие на пух, а рапторы обладали полноценным оперением, их внешность была приближена к современным птицам.
Образ динозавров, как огромных ящеров был заложен в 1960-е годы, когда в США возрос интерес к ископаемым животным со стороны общественности. Тогда же художники начали создавать множество изображений динозавров. Часто художники допускали грубые ошибки, например изображая вместе вымерших животных из разных периодов, так рядом с динозаврами оказывались синапсиды, или даже мамонты с пещерными людьми.

## История

### Ранний период и XIX век
Традиционно динозавров представляют и изображают как гигантских ящероподобных существ, причисляя к ним и многочисленных других животных, названия которых заканчиваются на «-завр» («завр» буквально переводится, как «ящер», ихтиозавры, птерозавры и даже некоторые современные животные, которые не являются динозаврами, но имеют эту часть в названии). Первые попытки реконструировать вымерших животных по ископаемым остаткам осуществлялись ещё в Античности. Древние греки, а затем и римляне считали, что кости динозавров принадлежат мифическим гигантам. Есть теория, что кости динозавра, в частности протоцератопса, положили начало вере в мифическое существо — грифона. Помимо этого предполагается, что древние люди также могли узнавать в остатках динозавров и других древних рептилий, и таким образом были порождены мифы о драконах. В христианской Европе эпохи Средневековья и Возрождения кости динозавров и других гигантских вымерших существ приписывались допотопным великанам и животным, которых Ной не взял на ковчег. Помимо прочего, известно, что индейцы Навахо делали подношения окаменелым следам динозавров, веря в их божественное происхождение. Также трёхпалые следы можно встретить в орнаментах костюмов и наскальных рисунков индейцев Хопи и Зуни, которые судя по всему также были вдохновлены остатками динозавров.
Первые исследования костей динозавров начались ещё в 1820-х годах. В 1842 году Ричард Оуэн ввёл определение «динозавр», сделав вывод, что остатки принадлежали огромным ящероподобным созданиям. Оуэн занялся реконструкцией внешности динозавров и открыл первую в историю выставку скульптур в Кристальном дворце динозавров, в 1854 году. Данные скульптуры сохранились по сей день и воплощают в себе самые ранние представления о внешности динозавров, а именно массивных слоноподобных рептилий. После этой выставки слово «динозавр» стало общеупотребительным, а образ динозавров как гигантских неповоротливых существ распространился по миру. Выставка пользовалась большой популярностью, что побудило Бенджамина Уотерхауза, сотрудника Оуэна, продать модели скульптур Палеозойскому музею для второй выставки, которая должна была состояться в Центральном парке в Манхэттене в конце 1860-х годов. Однако выставка не состоялась из-за вмешательства «Босса» Уильяма Твида.
В то же время динозавра, точнее мегалозавра, в представлении Оуэна упомянул в своём произведении «Холодный дом» Чарльз Диккенс. Тем не менее, изображения динозавров в XIX веке оставалась редким явлением ввиду отсутствия познаний о данных ископаемых. В 1858 году на территории США был найден полный скелет динозавра, и научный мир Америки и Европы охватила «диномания». Поиски окаменелостей превратились в популярное хобби. В это время известные палеонтологи Эдвард Коп и Отниел Чарльз Марш наперегонки искали и изучали как можно большее количество остатков динозавров, что в историю вошло под названием «костяные войны». Сам Марш выступал против реконструкции внешности динозавров, указывая на недостаток имеющихся данных, и высмеивал реконструкции, сделанные Оуэном.
В 1864 году Жюль Верн написал роман «Путешествие к центру Земли», где описал подземный мир, населённый динозаврами и другими вымершими на поверхности существами.
В конце XVIII — начале XIX веков стали применяться научные методы, основанные на знаниях зоологии, анатомии и систематики видов. При этом случались ошибки классификации динозавров путём сравнения их с современными рептилиями как покрытыми чешуей хладнокровными существами.

### 1900—1930-е годы; вхождение в массовую культуру
К началу XX века палеонтологами было уже проведено обширное исследование остатков динозавров на западе Северной Америки. Тогда большой популярностью стали пользоваться картины Чарльза Найта, изображающие динозавров. Чарльз воссоздавал их внешность исходя из идеи, что динозавры были рептилиями. Работы Найта в отличие от других картин, созданных в XIX веке, выглядели «живыми» и более естественными. Найт долгое время сотрудничал с Американским музеем естественной истории и его директором Генри Фэрфилдом Осборном, который был заинтересован прежде всего в продвижении теории эволюции и собственного музея.
Работы Найта по сей день висят во многих музеях на территории США, в своё время помогли популяризировать динозавров и повлияли на целое поколение палеохудожников. Его наиболее известная работа — битва Дрипозавров, изображает драку между двумя «ящерами». В то же время, новые технологии литья, позволили создать достоверные копии скелетов динозавров, (первым был Диплодок), для многочисленных музеев в США и далеко за её пределами, таким образом всё большее количество людей узнавало о доисторических животных.
В 1914 году появился первый мультфильм Динозавр Герти с изображением добродушного динозавра. В это же время на динозавров обратили внимание режиссёры, которые однако были больше заинтересованы в их изображении, как опасных и грозных тварей, так как это обеспечило бы лентам больший интерес со стороны зрителей. Так фильм Гриффита Дэвида Уорка — Грубая Сила 1914 года выпуска является первым примером изображения «динозавра-монстра» (Цератозавр), который угрожал пещерным людям. Данный фильм укрепил заблуждение, что динозавры и древние люди жили одновременно, а также создал клише, что динозавры были кровожадными и нападали на всё, что двигалось. Большой популярностью тогда же пользовались произведения о динозаврах Эдгара Райса Берроуза и роман Артура Конана Дойла — «Затерянный мир». В 1925-м году появилась одноимённая экранизация романа режиссёра Гарри О. Хойта. Данный фильм впервые показывал динозавров, созданных с помощью кукольной мультипликации и отличался научно достоверным изображением динозавров по меркам тех времён.
В 1933 году, Уиллис О'Брайен в фильме Кинг-Конг, также показывает динозавра, созданного с помощью кукольной мультипликации. Его протеже — Рэй Харрихаузен продолжает совершенствовать данную технологию. Тем не менее до появления CGI, режиссёры редко прибегали в кукольной мультипликации, при изображении динозавров в фильмах, виду её дороговизны, предпочитая использовать актёров в костюмах, рептилий или аниматроников.

### 1930-е — 1970-е годы; эпоха возрождения
В эпоху Великой депрессии и затем во время Второй мировой войны, интерес к динозаврам со стороны населения пропал. Динозавры на несколько десятилетий исчезли из фильмов и средств массовой информации. Ученые считали динозавров группой не связанных между собой животных, которые полностью вымерли, не оставив после себя потомков. Сами динозавры представлялись медленными и глупыми, застрявшими в болотах и обреченными на вымирание. Научные труды Рудольфа Ф. Зеллингера и Зденека Буриана укрепили стереотип динозавров, как медленных и «статичных» животных, которых как правило изображали на фоне мезозойских ландшафтов и активных вулканов. Тогда люди стали использовать слово динозавр для обозначения чего-то сильно устаревшего.
Вместе с началом Холодной войны, стали появляться фильмы, сюжеты которых сочетали образ динозавров-монстров и последствия от применения ядерного оружия; фильмы
Чудовище с глубины 20 000 саженей (1953) и Годзилла (1954) изображают чудовищных доисторических рептилий, похожих на динозавров, которые пробуждаются после испытания атомных бомб и учиняют массовые бедствия в американских городах. В противовес данным фильмам, мультфильм Фантазия, в одном из своих актов — «Весна священная», стремится показать динозавров научно достоверно, хотя и допускает ошибки в их изображении, как рептилий, основываясь на научных данных середины XX века. Большой популярностью в середине XX века также пользуются фильм Карела Земана — «Путешествие к началу времён» (1955), ориентированный на детскую аудиторию.
В 1956 году Оливер Баттерворт написал детскую книгу «Огромное яйцо». В 1968 году по её мотивам был выпущен полнометражный фильм, повествующий о мальчике, нашедшим огромное яйцо, из которого вылупился детёныш трицератопса, которого назвали «дядя Бэйзли». В конце концов динозавр становится слишком большим, чтобы жить в доме мальчика и его передают Смитсоновскому институту в Вашингтоне, после чего Бэйзли попадает в Национальный музей естественной истории, а затем в Смитсоновский национальный зоологический парк.
Динозавры присутствовали в мультсериале «Флинтстоуны», в 1960-х годах. Это ещё один пример изображения сожительства первобытных людей и динозавров, хотя в данном случае это сатира, не претендующая на достоверность. Динозавры стали появляться в комиксах, например в серии Тор, или Турок, сын Камня, где главный герой вступал в сражения с анахроничными динозаврами. Более научно достоверное изображение динозавров было в произведении «Книга динозавров» Эдвина Х. Колберта (1945). На тот момент это была единственная книга в своём роде, поэтому она стала источником вдохновения для будущих поколений палеонтологов и энтузиастов.
В 1960-е годы, палеонтолог Джон Остром начал изучение остатков теропода дейнониха. Его исследования, продолженные учеником Робертом Беккером привели к возрождению научного интереса к динозаврам в 1970-е годы и привели к так называемому «Ренессансу динозавров». В частности тогда было открыто, что птицы являются прямыми потомками динозавров и на деле имеют множество сходств в скелетном строении с тероподами, в частности с целурозаврами. Сами же динозавры были гораздо ближе к птицам, чем к рептилиям. Кроме того, они владели сложным социальным поведением. Ещё одним открытием «Ренессанса динозавров» стала теория, согласно которой динозавры внезапно вымерли из-за падения на землю огромного небесного тела. Вместо неповоротливых гигантских ящериц в динозаврах стали видеть подвижных, сложно организованных и находчивых существ. В изображениях динозавров появились черты птиц и современных зверей. Новое открытие оспорило утверждение, что динозавры были вялыми и хладнокровными рептилиями, на деле же отдельным классом теплокровных животных. Вскоре после этого появились доказательства, что динозавры обладали социальным поведением, как современные птицы, в частности Майазавры практиковали родительскую опеку. В 1970-х годах палеохудожники стали изображать оперённых динозавров.
Луис Пол Джонас создал первые полноразмерные скульптуры динозавров для Всемирной выставки в Нью-Йорке, в районе «Диноланд», спонсором выступала корпорация Sinclair Oil, чей логотип был также представлен динозавром. Джонас консультировался с палеонтологами Барнумом Брауном, Эдвином Х. Колбертом и Джоном Остром, чтобы скульптуры выглядели максимально достоверными. После закрытия ярмарки, девять моделей динозавров возили на бортовых прицепах по Америке для рекламы корпорации Sinclair Oil. Сегодня они выставлены в разных музеях и парках.

### 1980-е годы — настоящее время
Открытие того, что динозавры были предками птиц и обладали более совершенным поведением по сравнению с простыми рептилиями вызвало повторный общественный интерес и повлияло на работы нового поколения палеохудожников, таких, как Марк Халлетт, Дуг Хендерсон, Джон Гурче и другие.
В начале XXI века археологические раскопки начали вестись активно в Китае и Монголии, где было найдено множество других видов пернатых динозавров, живших в прохладном меловом периоде. Данный период можно назвать условно вторым ренессансом, последовавшей после первого, в 70-х годах. Несмотря на предположение, что динозавры — предки птиц, тоже должны были обладать оперением, многие палеонтологи скептично отнеслись к данной теории. Так как прямых доказательств, что у динозавров, помимо архиоптериксов были перья — ещё не было, большинство палеохудожников по прежнему продолжали рисовать динозавров в образе ящеров. В частности большой известностью в то время пользовался палеохудожник Грег Пол, создавший в своё время модели динозавров для фильма «Парк юрского периода». Образ «Динозавров Пола» по прежнему оставался самым популярным среди художников и средств массовой информации, использовался в научной и учебной литературе, фильмах, изображался на товарах и игрушках. После открытия новых видов пернатых динозавров в 2000-х годах, в том числе и рапторов китайскими палеонтологами, это пошатнуло позицию сторонников «динозавров-рептилий», тем не менее средства массовой информации по прежнему не решались отказываться от старых и укоренившихся образов динозавров.
По сей день средства массовой информации продолжают продвигать образ динозавров из середины XX века, как хладнокровных рептилий. Данные образы продолжают демонстрироваться в учебниках, энциклопедиях и видео. В 1988 году вышел мультфильм «Земля до начала времён», где анимированные динозавры представлены как главные герои, наделённые речью. Многочисленные продолжения мультфильма выпускались вплоть до 2016 года. В 90-е годы, вышел комедийный кукольный ситком «Динозавры».
Колоссальным успехом пользовался фильм 1993 года выпуска «Парк юрского периода», продолжения к которому продолжают выпускаться по сей день. В данном фильме впервые была использована технология CGI. Для того, чтобы динозавры выглядели более достоверными, в частности их движения и поведение, режиссёр Стивен Спилберг обращался к палеонтологам. Тем не менее Спислберг решил отказаться от пернатых динозавров, используя устаревший образ 60-х годов, заметив, что большие ящеры выглядят более грозно и обеспечат лучшие кассовые сборы. В 2000 году вышел самый дорогой на тот момент мультфильм — «Динозавр», повествующий о динозавре Аладаре, который вырос среди лемуров. В 2002 году выпускался телесериал «Динотопия», повествующий о попаданцах, изучающих мир, где развитая цивилизация людей в мире сосуществует с разумными динозаврами. В 2014 году вышел австралийский фильм — «Остров динозавров», который стал первой не документальной лентой, показывающий пернатых динозавров. В 2000-е и 2010-е годы, благодаря снижении стоимости компьютерных эффектов стали появляться документальные фильмы, такие как «Прогулки с динозаврами», «Когда динозавры бродили по Америке», «Армагеддон», «Планета динозавров» и другие.
Выпущенные в 2015-x, 2018-х и 2022-х годах блокбастеры «Мир Юрского Периода» стали самыми кассовыми фильмами о динозаврах, с другой стороны эти фильмы критиковались за научно недостоверное и устаревшее изображение динозавров особенно на фоне набирающей популярность теории об оперённых динозаврах в массовом восприятии. Фильмы в том числе ругали за архетип динозавров, как кровожадных монстров. Напротив, выпущенный BBC на стриминговом сервисе Apple TV в 2022 году самый высокобюджетный документальный сериал «Доисторическая планета» изображал динозавров и живущих рядом с ними доисторических животных исходя из поздних научных исследований.
Символы динозавров были добавлены в Юникод — 🦖,🦕.

## Общественное восприятие динозавров
Чем больше мы изучаем этих животных, тем больше мы обнаруживаем, что по существу нет разницы между птицами и близкородственными их предкам динозаврами, такими, как велоцираптор. Как и птицы, они в своём строении скелета имели вилочку, высиживали потомство в гнёздах, имели полые кости и были покрыты перьями. Если бы такие животные, как велоцираптор были сегодня живы, с первого взгляда нам показалось бы, что это просто птицы с необычной внешностью
Оригинальный текст (англ.)The more that we learn about these animals the more we find that there is basically no difference between birds and their closely related dinosaur ancestors like velociraptor. Both have wishbones, brooded their nests, possess hollow bones, and were covered in feathers. If animals like velociraptor were alive today our first impression would be that they were just very unusual looking birds.
— Марк Норелл, палеонтолог, научный сотрудник Американского музея естественной истории
| Ютараптор | Ютараптор |
| Ютараптор, которого ошибочно принимают за велоцираптора. Слева — художественное представление животного, но опирающееся на наиболее поздние научные исследования, справа устаревший образ «ящера», но по прежнему популярного в массовой культуре |           |

Популярный образ динозавров, заложенный в середине XX века, подкреплённый многочисленными фильмами, книгами, комиксами, телевизионными шоу и даже тематическими парками признан недостоверным. Типичные стереотипы и заблуждения включают в себя утверждения, что доисторические люди и динозавры жили одновременно, что динозавры были медлительными, глупыми холоднокровными ящерами, монстрами, которые только и умели, что сражаться между собой. В реальности же динозавры хоть и произошли от рептилий, но уже считались отдельным классом животных, все они были теплокровными и даже способными на сложное и социальное поведение, как млекопитающие. Многие классы рептилий и других доисторических животных по ошибке причисляют к динозаврам. Например, диметродонов, которые же на деле существовали в пермском периоде, до возникновения динозавров и принадлежали к синапсидам — звероподобным амниотам и предкам современных млекопитающих. Также динозаврами не являются ихтиозавры, мозазавры, птерозавры и плезиозавры. Кроме того, динозавры не вымерли из-за того, что в основном были неспособны или не могли справиться с климатическими изменениями, что также утверждалось во многих старых учебниках. Было доказано, что многие динозавры обладали покровом, напоминающем пух современных птенцов. Целурозавры же, к которым принадлежит и велоцираптор, могли обладать полноценным и густым оперением, предназначенным для выживания в холодной среде обитания.
Другая важная причина некорректного изображения динозавров заключается в том, что долгое время их внешность восстанавливалась по строению черепа, не учитывая мускулы и другие мягкие ткани. Поэтому морды динозавров выглядят, словно их кожа, как целлофан обернута вокруг черепа (shrink-wrapped dinosaur syndrome). Поздние исследования, позволяющие восстанавливать лицевые ткани выявили, что у динозавров, например, зубы не были открыты, как у крокодила. Наличие мягких тканей радикально меняет возможную внешность динозавра. Это например подразумевает возможное наличие ноздрей, хоботов, гребней, надувных горловых мешков, «капюшонов» у разных видов динозавров. Внешний вид животного мог далеко не соответствовать его черепному и скелетному строению, как это часто бывает у млекопитающих и современных птиц. Помимо этого, палеохудожники привыкли изображать динозавров в горизонтальном положении, что также спорно. Например было доказано, что множество видов динозавров стремились с диагональному или полностью вертикальному положению, как например теризинозавр. Это давало множество преимуществ животным, позволяя лучше добывать пищу, изучать ландшафт и взаимодействовать с другими животными. Долгое время учёные не понимали, по какой причине у хищных теропод были рудиментарные передние лапы. Позже было открыто, что передние лапы рапторов, как и хвосты, были покрыты крупными перьями, сами лапы скорее напоминали небольшие крылья. Неизвестно точно, какую практическую пользу они приносили, в теории они могли использоваться, например, для устрашения, брачных игр или помогали при поворотах во время бега и прыжках. Маленькие рапторы нашли новое применение данным перьям, планируя среди деревьев.
Устаревшие образы динозавров из середины XX века по сей день продолжают использоваться в учебниках, популярной и научно-популярной литературе. Игрушки и модели динозавров часто неточны, упакованы без разбора с другими доисторическими животными или намеренно создаются, чтобы быть более «страшными», динозаврам увеличивают размер зубов, когтей итд.
Упоминаются в ряде современных песен.
Слово «динозавр» используется в английском языке, как уничижительное, для обозначения людей, идей или стиля, которые сильно устарели. Например члены панк-движений высмеивали стиль представителей движения прогрессивного рока, называя их «динозаврами».
Типичный и самый распространённый образ динозавра в популярной культуре — это кровожадный монстр. Также популярная идея «потерянного мира», когда группа авантюристов попадает в изолированную от остального мира местность, населённую динозаврами. Также встречаются варианты путешествия во времени (познавательные фильмы/мультфильмы для детей) или динозавры, попавшие в современный мир. Причина популярности динозавров в массовой культуре кроется в страхе людей перед ними, представлении их, как монстров, которые «к счастью, вымерли». Также это популярный способ для взрослых обратиться к ностальгии, так как сами, будучи детьми, проявляли повышенный интерес к динозаврам.

## В религии
Динозавры отсутствуют в вероучениях мировых религий. Тем не менее, вопреки распространённому мнению, большинство верующих христиан не отрицают существованиe динозавров, однако стремятся описать их в рамках христианского креационизма. В частности согласно теории креационистов, динозавры наравне с другими тварями были сотворены Богом и вымерли из-за всемирного потопа, так как Ной не сумел взять все возможные пары животных. Христиане объясняют существование динозавров вольной интерпретацией Иов 40 главы, 16-22, где идёт описание крупного животного. Также креационисты указывают на описание в Библии левиафана, который мог быть динозавром, а также указывают на то, что драконы, встречающиеся в мифологиях разных народов тоже ничто иное, как название динозавров, которые ныне вымерли. В США работают несколько креационистских музеев с выставками динозавров, основанных христианскими организациями. В них демонстрируются модели вымерших животных их основное описание, при этом такие музеи отрицают теорию эволюции и утверждают, что люди сожительствовали с динозаврами. Такие музеи вызывали массовые споры в кругу учёных и были признаны псевдонаучными.
Многие мусульмане также признают существование динозавров и других вымерших животных в рамках исламского креационизма, согласно которому Аллах создал «тварей всякого рода» (в том числе и динозавров), заселив ими всю Землю. Однако они вымерли ещё до того, как был сотворён первый человек.

## Галерея
- Битва игуанодона и мегалозавра, 1865 год. Представление в внешности динозавров в XIX веке.
- Игуанодон, 1859 год. Ещё один пример
- Динозавр Герти, самый первый фильм с анимированным динозавром
- Изображение битвы тираннозавра и трицератопса остаётся одним популярных элементов массовой культуры
- Карикатура Бенедикта XVI в образе тираннозавра, Кёльн